# Copa Libertadores 2002
Navigation
Édition précédente Édition suivante
La Copa Libertadores 2002 est la 43e édition de la Copa Libertadores. Le club vainqueur de la compétition est désigné champion d'Amérique du Sud 2002 et se qualifie pour la Coupe intercontinentale 2002.
C'est la formation paraguayenne du Club Olimpia qui remporte le trophée cette année, après avoir battu en finale les Brésiliens de São Caetano, à l'issue de la séance des tirs au but, la quatrième consécutive en finale. C'est le troisième succès pour Olimpia, qui met fin à la mainmise de l'Argentine et du Brésil sur la Libertadores depuis dix ans. Pour São Caetano, en dépit de cet échec en finale, la progression du club auriverde est impressionnante puisqu'il est passé de la deuxième division brésilienne au très haut niveau continental en à peine trois saisons. L'attaquant de Grêmio Rodrigo Mendes est sacré meilleur buteur avec dix réalisations.
Le format de la compétition reste le même que lors de la précédente édition. Le premier tour voit les trente-deux clubs engagés être répartis en huit poules de quatre, dont les deux premiers se qualifient pour la phase finale, qui est elle jouée en matchs aller-retour à élimination directe. La règle des buts marqués à l'extérieur en cas d'égalité sur les deux rencontres n'est pas appliquée. 

## Clubs engagés
| Premier tour | Premier tour | Premier tour | Premier tour | Premier tour | Premier tour | Premier tour | Premier tour | Premier tour | Premier tour | Premier tour | Premier tour | Premier tour | Premier tour | Premier tour | Premier tour |
| --- | --- | --- | --- | --- | --- | --- | --- | --- | --- | --- | --- | --- | --- | --- | --- |
| - Club Atlético Boca Juniors - Tenant du titre - Club Atlético San Lorenzo de Almagro - Vainqueur du tournoi clôture 2001 - Club Atlético River Plate - Premier du classement cumulé 2000-2001 - Club Atlético Talleres - 2e du classement cumulé 2000-2001 - Club Atlético Vélez Sarsfield - 3e du classement cumulé 2000-2001 - Oriente Petrolero - Vainqueur du tournoi Ouverture 2001 - Club Bolívar - Vainqueur du tournoi Clôture 2001 - Club Bamin Real Potosí - Vainqueur du barrage pré-Libertadores 2001 - Clube Atlético Paranaense - Champion du Brésil 2001 - Associação Desportiva São Caetano - Vice-champion du Brésil 2001 - Grêmio Foot-Ball Porto Alegrense - Vainqueur de la Copa do Brasil 2001 - Clube de Regatas do Flamengo - Vainqueur de la Copa de Campeones 2001 - Club de Deportes Santiago Wanderers - Champion du Chili 2001 - Club Deportivo Universidad Católica - Vice-champion du Chili 2001 - Club de Deportes Cobreloa - Vainqueur de la Liguilla pre-Libertadores 2001 | - Club Atlético Boca Juniors - Tenant du titre - Club Atlético San Lorenzo de Almagro - Vainqueur du tournoi clôture 2001 - Club Atlético River Plate - Premier du classement cumulé 2000-2001 - Club Atlético Talleres - 2e du classement cumulé 2000-2001 - Club Atlético Vélez Sarsfield - 3e du classement cumulé 2000-2001 - Oriente Petrolero - Vainqueur du tournoi Ouverture 2001 - Club Bolívar - Vainqueur du tournoi Clôture 2001 - Club Bamin Real Potosí - Vainqueur du barrage pré-Libertadores 2001 - Clube Atlético Paranaense - Champion du Brésil 2001 - Associação Desportiva São Caetano - Vice-champion du Brésil 2001 - Grêmio Foot-Ball Porto Alegrense - Vainqueur de la Copa do Brasil 2001 - Clube de Regatas do Flamengo - Vainqueur de la Copa de Campeones 2001 - Club de Deportes Santiago Wanderers - Champion du Chili 2001 - Club Deportivo Universidad Católica - Vice-champion du Chili 2001 - Club de Deportes Cobreloa - Vainqueur de la Liguilla pre-Libertadores 2001 | - Club Atlético Boca Juniors - Tenant du titre - Club Atlético San Lorenzo de Almagro - Vainqueur du tournoi clôture 2001 - Club Atlético River Plate - Premier du classement cumulé 2000-2001 - Club Atlético Talleres - 2e du classement cumulé 2000-2001 - Club Atlético Vélez Sarsfield - 3e du classement cumulé 2000-2001 - Oriente Petrolero - Vainqueur du tournoi Ouverture 2001 - Club Bolívar - Vainqueur du tournoi Clôture 2001 - Club Bamin Real Potosí - Vainqueur du barrage pré-Libertadores 2001 - Clube Atlético Paranaense - Champion du Brésil 2001 - Associação Desportiva São Caetano - Vice-champion du Brésil 2001 - Grêmio Foot-Ball Porto Alegrense - Vainqueur de la Copa do Brasil 2001 - Clube de Regatas do Flamengo - Vainqueur de la Copa de Campeones 2001 - Club de Deportes Santiago Wanderers - Champion du Chili 2001 - Club Deportivo Universidad Católica - Vice-champion du Chili 2001 - Club de Deportes Cobreloa - Vainqueur de la Liguilla pre-Libertadores 2001 | - Club Atlético Boca Juniors - Tenant du titre - Club Atlético San Lorenzo de Almagro - Vainqueur du tournoi clôture 2001 - Club Atlético River Plate - Premier du classement cumulé 2000-2001 - Club Atlético Talleres - 2e du classement cumulé 2000-2001 - Club Atlético Vélez Sarsfield - 3e du classement cumulé 2000-2001 - Oriente Petrolero - Vainqueur du tournoi Ouverture 2001 - Club Bolívar - Vainqueur du tournoi Clôture 2001 - Club Bamin Real Potosí - Vainqueur du barrage pré-Libertadores 2001 - Clube Atlético Paranaense - Champion du Brésil 2001 - Associação Desportiva São Caetano - Vice-champion du Brésil 2001 - Grêmio Foot-Ball Porto Alegrense - Vainqueur de la Copa do Brasil 2001 - Clube de Regatas do Flamengo - Vainqueur de la Copa de Campeones 2001 - Club de Deportes Santiago Wanderers - Champion du Chili 2001 - Club Deportivo Universidad Católica - Vice-champion du Chili 2001 - Club de Deportes Cobreloa - Vainqueur de la Liguilla pre-Libertadores 2001 | - Club Atlético Boca Juniors - Tenant du titre - Club Atlético San Lorenzo de Almagro - Vainqueur du tournoi clôture 2001 - Club Atlético River Plate - Premier du classement cumulé 2000-2001 - Club Atlético Talleres - 2e du classement cumulé 2000-2001 - Club Atlético Vélez Sarsfield - 3e du classement cumulé 2000-2001 - Oriente Petrolero - Vainqueur du tournoi Ouverture 2001 - Club Bolívar - Vainqueur du tournoi Clôture 2001 - Club Bamin Real Potosí - Vainqueur du barrage pré-Libertadores 2001 - Clube Atlético Paranaense - Champion du Brésil 2001 - Associação Desportiva São Caetano - Vice-champion du Brésil 2001 - Grêmio Foot-Ball Porto Alegrense - Vainqueur de la Copa do Brasil 2001 - Clube de Regatas do Flamengo - Vainqueur de la Copa de Campeones 2001 - Club de Deportes Santiago Wanderers - Champion du Chili 2001 - Club Deportivo Universidad Católica - Vice-champion du Chili 2001 - Club de Deportes Cobreloa - Vainqueur de la Liguilla pre-Libertadores 2001 | - Club Atlético Boca Juniors - Tenant du titre - Club Atlético San Lorenzo de Almagro - Vainqueur du tournoi clôture 2001 - Club Atlético River Plate - Premier du classement cumulé 2000-2001 - Club Atlético Talleres - 2e du classement cumulé 2000-2001 - Club Atlético Vélez Sarsfield - 3e du classement cumulé 2000-2001 - Oriente Petrolero - Vainqueur du tournoi Ouverture 2001 - Club Bolívar - Vainqueur du tournoi Clôture 2001 - Club Bamin Real Potosí - Vainqueur du barrage pré-Libertadores 2001 - Clube Atlético Paranaense - Champion du Brésil 2001 - Associação Desportiva São Caetano - Vice-champion du Brésil 2001 - Grêmio Foot-Ball Porto Alegrense - Vainqueur de la Copa do Brasil 2001 - Clube de Regatas do Flamengo - Vainqueur de la Copa de Campeones 2001 - Club de Deportes Santiago Wanderers - Champion du Chili 2001 - Club Deportivo Universidad Católica - Vice-champion du Chili 2001 - Club de Deportes Cobreloa - Vainqueur de la Liguilla pre-Libertadores 2001 | - Club Atlético Boca Juniors - Tenant du titre - Club Atlético San Lorenzo de Almagro - Vainqueur du tournoi clôture 2001 - Club Atlético River Plate - Premier du classement cumulé 2000-2001 - Club Atlético Talleres - 2e du classement cumulé 2000-2001 - Club Atlético Vélez Sarsfield - 3e du classement cumulé 2000-2001 - Oriente Petrolero - Vainqueur du tournoi Ouverture 2001 - Club Bolívar - Vainqueur du tournoi Clôture 2001 - Club Bamin Real Potosí - Vainqueur du barrage pré-Libertadores 2001 - Clube Atlético Paranaense - Champion du Brésil 2001 - Associação Desportiva São Caetano - Vice-champion du Brésil 2001 - Grêmio Foot-Ball Porto Alegrense - Vainqueur de la Copa do Brasil 2001 - Clube de Regatas do Flamengo - Vainqueur de la Copa de Campeones 2001 - Club de Deportes Santiago Wanderers - Champion du Chili 2001 - Club Deportivo Universidad Católica - Vice-champion du Chili 2001 - Club de Deportes Cobreloa - Vainqueur de la Liguilla pre-Libertadores 2001 | - Club Atlético Boca Juniors - Tenant du titre - Club Atlético San Lorenzo de Almagro - Vainqueur du tournoi clôture 2001 - Club Atlético River Plate - Premier du classement cumulé 2000-2001 - Club Atlético Talleres - 2e du classement cumulé 2000-2001 - Club Atlético Vélez Sarsfield - 3e du classement cumulé 2000-2001 - Oriente Petrolero - Vainqueur du tournoi Ouverture 2001 - Club Bolívar - Vainqueur du tournoi Clôture 2001 - Club Bamin Real Potosí - Vainqueur du barrage pré-Libertadores 2001 - Clube Atlético Paranaense - Champion du Brésil 2001 - Associação Desportiva São Caetano - Vice-champion du Brésil 2001 - Grêmio Foot-Ball Porto Alegrense - Vainqueur de la Copa do Brasil 2001 - Clube de Regatas do Flamengo - Vainqueur de la Copa de Campeones 2001 - Club de Deportes Santiago Wanderers - Champion du Chili 2001 - Club Deportivo Universidad Católica - Vice-champion du Chili 2001 - Club de Deportes Cobreloa - Vainqueur de la Liguilla pre-Libertadores 2001 | - Corporación Deportiva América Cali - Champion de Colombie 2001 - Corporación Club Deportivo Tuluá - Vainqueur du tournoi Ouverture 2001 - Corporación Deportiva Once Caldas - Vainqueur du tournoi Clôture 2001 - Club Sport Emelec - Champion d'Équateur 2001 - Club Deportivo El Nacional - Vice-champion d'Équateur 2001 - Centro Deportivo Olmedo - 3e de l'Hexagonal 2001 - Cerro Porteño - Champion du Paraguay 2001 - 12 de Octubre FC - Vainqueur de la Liguilla pré-Libertadores 2001 - Club Olimpia - 2e de la Liguilla pré-Libertadores 2001 - Club Alianza Lima - Vainqueur du tournoi Ouverture 2001 - Cienciano del Cusco - Vainqueur du tournoi Clôture 2001 - Club Sporting Cristal - Premier au classement cumulé 2001 - Club Nacional de Football - Champion d'Uruguay 2001 - Club Atlético Peñarol - Vainqueur du Torneo Clasificatorio 2001 - Montevideo Wanderers Fútbol Club - Vainqueur de la Liguilla pré-Libertadores 2001 | - Corporación Deportiva América Cali - Champion de Colombie 2001 - Corporación Club Deportivo Tuluá - Vainqueur du tournoi Ouverture 2001 - Corporación Deportiva Once Caldas - Vainqueur du tournoi Clôture 2001 - Club Sport Emelec - Champion d'Équateur 2001 - Club Deportivo El Nacional - Vice-champion d'Équateur 2001 - Centro Deportivo Olmedo - 3e de l'Hexagonal 2001 - Cerro Porteño - Champion du Paraguay 2001 - 12 de Octubre FC - Vainqueur de la Liguilla pré-Libertadores 2001 - Club Olimpia - 2e de la Liguilla pré-Libertadores 2001 - Club Alianza Lima - Vainqueur du tournoi Ouverture 2001 - Cienciano del Cusco - Vainqueur du tournoi Clôture 2001 - Club Sporting Cristal - Premier au classement cumulé 2001 - Club Nacional de Football - Champion d'Uruguay 2001 - Club Atlético Peñarol - Vainqueur du Torneo Clasificatorio 2001 - Montevideo Wanderers Fútbol Club - Vainqueur de la Liguilla pré-Libertadores 2001 | - Corporación Deportiva América Cali - Champion de Colombie 2001 - Corporación Club Deportivo Tuluá - Vainqueur du tournoi Ouverture 2001 - Corporación Deportiva Once Caldas - Vainqueur du tournoi Clôture 2001 - Club Sport Emelec - Champion d'Équateur 2001 - Club Deportivo El Nacional - Vice-champion d'Équateur 2001 - Centro Deportivo Olmedo - 3e de l'Hexagonal 2001 - Cerro Porteño - Champion du Paraguay 2001 - 12 de Octubre FC - Vainqueur de la Liguilla pré-Libertadores 2001 - Club Olimpia - 2e de la Liguilla pré-Libertadores 2001 - Club Alianza Lima - Vainqueur du tournoi Ouverture 2001 - Cienciano del Cusco - Vainqueur du tournoi Clôture 2001 - Club Sporting Cristal - Premier au classement cumulé 2001 - Club Nacional de Football - Champion d'Uruguay 2001 - Club Atlético Peñarol - Vainqueur du Torneo Clasificatorio 2001 - Montevideo Wanderers Fútbol Club - Vainqueur de la Liguilla pré-Libertadores 2001 | - Corporación Deportiva América Cali - Champion de Colombie 2001 - Corporación Club Deportivo Tuluá - Vainqueur du tournoi Ouverture 2001 - Corporación Deportiva Once Caldas - Vainqueur du tournoi Clôture 2001 - Club Sport Emelec - Champion d'Équateur 2001 - Club Deportivo El Nacional - Vice-champion d'Équateur 2001 - Centro Deportivo Olmedo - 3e de l'Hexagonal 2001 - Cerro Porteño - Champion du Paraguay 2001 - 12 de Octubre FC - Vainqueur de la Liguilla pré-Libertadores 2001 - Club Olimpia - 2e de la Liguilla pré-Libertadores 2001 - Club Alianza Lima - Vainqueur du tournoi Ouverture 2001 - Cienciano del Cusco - Vainqueur du tournoi Clôture 2001 - Club Sporting Cristal - Premier au classement cumulé 2001 - Club Nacional de Football - Champion d'Uruguay 2001 - Club Atlético Peñarol - Vainqueur du Torneo Clasificatorio 2001 - Montevideo Wanderers Fútbol Club - Vainqueur de la Liguilla pré-Libertadores 2001 | - Corporación Deportiva América Cali - Champion de Colombie 2001 - Corporación Club Deportivo Tuluá - Vainqueur du tournoi Ouverture 2001 - Corporación Deportiva Once Caldas - Vainqueur du tournoi Clôture 2001 - Club Sport Emelec - Champion d'Équateur 2001 - Club Deportivo El Nacional - Vice-champion d'Équateur 2001 - Centro Deportivo Olmedo - 3e de l'Hexagonal 2001 - Cerro Porteño - Champion du Paraguay 2001 - 12 de Octubre FC - Vainqueur de la Liguilla pré-Libertadores 2001 - Club Olimpia - 2e de la Liguilla pré-Libertadores 2001 - Club Alianza Lima - Vainqueur du tournoi Ouverture 2001 - Cienciano del Cusco - Vainqueur du tournoi Clôture 2001 - Club Sporting Cristal - Premier au classement cumulé 2001 - Club Nacional de Football - Champion d'Uruguay 2001 - Club Atlético Peñarol - Vainqueur du Torneo Clasificatorio 2001 - Montevideo Wanderers Fútbol Club - Vainqueur de la Liguilla pré-Libertadores 2001 | - Corporación Deportiva América Cali - Champion de Colombie 2001 - Corporación Club Deportivo Tuluá - Vainqueur du tournoi Ouverture 2001 - Corporación Deportiva Once Caldas - Vainqueur du tournoi Clôture 2001 - Club Sport Emelec - Champion d'Équateur 2001 - Club Deportivo El Nacional - Vice-champion d'Équateur 2001 - Centro Deportivo Olmedo - 3e de l'Hexagonal 2001 - Cerro Porteño - Champion du Paraguay 2001 - 12 de Octubre FC - Vainqueur de la Liguilla pré-Libertadores 2001 - Club Olimpia - 2e de la Liguilla pré-Libertadores 2001 - Club Alianza Lima - Vainqueur du tournoi Ouverture 2001 - Cienciano del Cusco - Vainqueur du tournoi Clôture 2001 - Club Sporting Cristal - Premier au classement cumulé 2001 - Club Nacional de Football - Champion d'Uruguay 2001 - Club Atlético Peñarol - Vainqueur du Torneo Clasificatorio 2001 - Montevideo Wanderers Fútbol Club - Vainqueur de la Liguilla pré-Libertadores 2001 | - Corporación Deportiva América Cali - Champion de Colombie 2001 - Corporación Club Deportivo Tuluá - Vainqueur du tournoi Ouverture 2001 - Corporación Deportiva Once Caldas - Vainqueur du tournoi Clôture 2001 - Club Sport Emelec - Champion d'Équateur 2001 - Club Deportivo El Nacional - Vice-champion d'Équateur 2001 - Centro Deportivo Olmedo - 3e de l'Hexagonal 2001 - Cerro Porteño - Champion du Paraguay 2001 - 12 de Octubre FC - Vainqueur de la Liguilla pré-Libertadores 2001 - Club Olimpia - 2e de la Liguilla pré-Libertadores 2001 - Club Alianza Lima - Vainqueur du tournoi Ouverture 2001 - Cienciano del Cusco - Vainqueur du tournoi Clôture 2001 - Club Sporting Cristal - Premier au classement cumulé 2001 - Club Nacional de Football - Champion d'Uruguay 2001 - Club Atlético Peñarol - Vainqueur du Torneo Clasificatorio 2001 - Montevideo Wanderers Fútbol Club - Vainqueur de la Liguilla pré-Libertadores 2001 | - Corporación Deportiva América Cali - Champion de Colombie 2001 - Corporación Club Deportivo Tuluá - Vainqueur du tournoi Ouverture 2001 - Corporación Deportiva Once Caldas - Vainqueur du tournoi Clôture 2001 - Club Sport Emelec - Champion d'Équateur 2001 - Club Deportivo El Nacional - Vice-champion d'Équateur 2001 - Centro Deportivo Olmedo - 3e de l'Hexagonal 2001 - Cerro Porteño - Champion du Paraguay 2001 - 12 de Octubre FC - Vainqueur de la Liguilla pré-Libertadores 2001 - Club Olimpia - 2e de la Liguilla pré-Libertadores 2001 - Club Alianza Lima - Vainqueur du tournoi Ouverture 2001 - Cienciano del Cusco - Vainqueur du tournoi Clôture 2001 - Club Sporting Cristal - Premier au classement cumulé 2001 - Club Nacional de Football - Champion d'Uruguay 2001 - Club Atlético Peñarol - Vainqueur du Torneo Clasificatorio 2001 - Montevideo Wanderers Fútbol Club - Vainqueur de la Liguilla pré-Libertadores 2001 |
| Tour préliminaire | | | | | | | | | | | | | | | |
| - Club América - Vainqueur de la Pre Pre-Libertadores 2001 - Monarcas Morelia - Vainqueur de la Pre Pre-Libertadores 2001 | - Club América - Vainqueur de la Pre Pre-Libertadores 2001 - Monarcas Morelia - Vainqueur de la Pre Pre-Libertadores 2001 | - Club América - Vainqueur de la Pre Pre-Libertadores 2001 - Monarcas Morelia - Vainqueur de la Pre Pre-Libertadores 2001 | - Club América - Vainqueur de la Pre Pre-Libertadores 2001 - Monarcas Morelia - Vainqueur de la Pre Pre-Libertadores 2001 | - Club América - Vainqueur de la Pre Pre-Libertadores 2001 - Monarcas Morelia - Vainqueur de la Pre Pre-Libertadores 2001 | - Club América - Vainqueur de la Pre Pre-Libertadores 2001 - Monarcas Morelia - Vainqueur de la Pre Pre-Libertadores 2001 | - Club América - Vainqueur de la Pre Pre-Libertadores 2001 - Monarcas Morelia - Vainqueur de la Pre Pre-Libertadores 2001 | - Club América - Vainqueur de la Pre Pre-Libertadores 2001 - Monarcas Morelia - Vainqueur de la Pre Pre-Libertadores 2001 | - Caracas Futbol Club - Champion du Venezuela 2000-2001 - Trujillanos Fútbol Club - Vice-champion du Venezuela 2000-2001 | - Caracas Futbol Club - Champion du Venezuela 2000-2001 - Trujillanos Fútbol Club - Vice-champion du Venezuela 2000-2001 | - Caracas Futbol Club - Champion du Venezuela 2000-2001 - Trujillanos Fútbol Club - Vice-champion du Venezuela 2000-2001 | - Caracas Futbol Club - Champion du Venezuela 2000-2001 - Trujillanos Fútbol Club - Vice-champion du Venezuela 2000-2001 | - Caracas Futbol Club - Champion du Venezuela 2000-2001 - Trujillanos Fútbol Club - Vice-champion du Venezuela 2000-2001 | - Caracas Futbol Club - Champion du Venezuela 2000-2001 - Trujillanos Fútbol Club - Vice-champion du Venezuela 2000-2001 | - Caracas Futbol Club - Champion du Venezuela 2000-2001 - Trujillanos Fútbol Club - Vice-champion du Venezuela 2000-2001 | - Caracas Futbol Club - Champion du Venezuela 2000-2001 - Trujillanos Fútbol Club - Vice-champion du Venezuela 2000-2001 |

## Compétition

### Tour préliminaire
Le tour préliminaire oppose les deux clubs mexicains à leurs homologues vénézuéliens. Les rencontres ont lieu entre le 26 septembre et le 29 novembre 2001.
| Rang | Équipe                  | Pts | J | G | N | P | Bp | Bc | Diff |  | Résultats (▼ dom., ► ext.) | Amé | Mor | Car | Tru |
| ---- | ----------------------- | --- | - | - | - | - | -- | -- | ---- |  | -------------------------- | --- | --- | --- | --- |
| 1    | Club América            | 13  | 6 | 4 | 1 | 1 | 15 | 5  | +10  |  | Club América               |     | 2-0 | 1-0 | 7-1 |
| 2    | Monarcas Morelia        | 9   | 6 | 3 | 0 | 3 | 9  | 8  | +1   |  | Monarcas Morelia           | 1-3 |     | 3-0 | 3-0 |
| 3    | Caracas Futbol Club     | 7   | 6 | 2 | 1 | 3 | 7  | 7  | 0    |  | Caracas Futbol Club        | 1-1 | 3-1 |     | 3-0 |
| 4    | Trujillanos Fútbol Club | 6   | 6 | 2 | 0 | 4 | 4  | 15 | -11  |  | Trujillanos Fútbol Club    | 2-1 | 0-1 | 1-0 |     |

### Premier tour
| Rang | Équipe                    | Pts | J | G | N | P | Bp | Bc | Diff |  | Résultats (▼ dom., ► ext.) |     |     |     |     |
| ---- | ------------------------- | --- | - | - | - | - | -- | -- | ---- |  | -------------------------- | --- | --- | --- | --- |
| 1    | AD São Caetano            | 12  | 6 | 4 | 0 | 2 | 14 | 4  | +10  |  | AD São Caetano             |     | 3-0 | 0-1 | 4-0 |
| 2    | Club de Deportes Cobreloa | 12  | 6 | 4 | 0 | 2 | 12 | 8  | +4   |  | Club de Deportes Cobreloa  | 2-1 |     | 3-0 | 5-0 |
| 3    | Cerro Porteño             | 10  | 6 | 3 | 1 | 2 | 7  | 6  | +1   |  | Cerro Porteño              | 1-3 | 3-0 |     | 2-0 |
| 4    | Club Alianza Lima         | 1   | 6 | 0 | 1 | 5 | 1  | 16 | -15  |  | Club Alianza Lima          | 0-3 | 1-2 | 0-0 |     |

| Rang | Équipe              | Pts | J | G | N | P | Bp | Bc | Diff |  | Résultats (▼ dom., ► ext.) |     |     |     |     |
| ---- | ------------------- | --- | - | - | - | - | -- | -- | ---- |  | -------------------------- | --- | --- | --- | --- |
| 1    | Grêmio FPBA         | 12  | 6 | 4 | 0 | 2 | 11 | 7  | +4   |  | Grêmio FPBA                |     | 2-0 | 1-0 | 3-2 |
| 2    | Cienciano del Cusco | 9   | 6 | 3 | 0 | 3 | 8  | 7  | +1   |  | Cienciano del Cusco        | 2-1 |     | 3-0 | 2-0 |
| 3    | 12 de Octubre FC    | 9   | 6 | 3 | 0 | 3 | 5  | 7  | -2   |  | 12 de Octubre FC           | 1-0 | 1-0 |     | 3-2 |
| 4    | Oriente Petrolero   | 6   | 6 | 2 | 0 | 4 | 10 | 13 | -3   |  | Oriente Petrolero          | 2-4 | 3-1 | 1-0 |     |

| Rang | Équipe                     | Pts | J | G | N | P | Bp | Bc | Diff |  | Résultats (▼ dom., ► ext.) |     |     |     |     |
| ---- | -------------------------- | --- | - | - | - | - | -- | -- | ---- |  | -------------------------- | --- | --- | --- | --- |
| 1    | Club Atlético Peñarol      | 12  | 6 | 4 | 0 | 2 | 11 | 7  | +4   |  | Club Atlético Peñarol      |     | 3-0 | 1-0 | 4-0 |
| 2    | Club Deportivo El Nacional | 12  | 6 | 4 | 0 | 2 | 6  | 4  | +2   |  | Club Deportivo El Nacional | 1-0 |     | 3-0 | 2-0 |
| 3    | CA San Lorenzo de Almagro  | 6   | 6 | 2 | 0 | 4 | 6  | 8  | -2   |  | CA San Lorenzo de Almagro  | 0-2 | 1-0 |     | 5-1 |
| 4    | Club Bamin Real Potosí     | 6   | 6 | 2 | 0 | 4 | 10 | 16 | -6   |  | Club Bamin Real Potosí     | 6-1 | 2-4 | 1-0 |     |

| Rang | Équipe                    | Pts | J | G | N | P | Bp | Bc | Diff |  | Résultats (▼ dom., ► ext.) |     |     |     |     |
| ---- | ------------------------- | --- | - | - | - | - | -- | -- | ---- |  | -------------------------- | --- | --- | --- | --- |
| 1    | CD América Cali           | 11  | 6 | 3 | 2 | 1 | 10 | 3  | +7   |  | CD América Cali            |     | 1-0 | 2-0 | 5-0 |
| 2    | Centro Deportivo Olmedo   | 9   | 6 | 3 | 0 | 3 | 7  | 7  | 0    |  | Centro Deportivo Olmedo    | 1-0 |     | 2-1 | 4-1 |
| 3    | Club Bolívar              | 8   | 6 | 2 | 2 | 2 | 11 | 13 | -2   |  | Club Bolívar               | 1-1 | 2-0 |     | 5-5 |
| 4    | Clube Atlético Paranaense | 5   | 6 | 1 | 2 | 3 | 10 | 15 | -5   |  | Clube Atlético Paranaense  | 1-1 | 2-0 | 1-2 |     |

| Rang | Équipe                        | Pts | J | G | N | P | Bp | Bc | Diff |  | Résultats (▼ dom., ► ext.)    |     |     |     |     |
| ---- | ----------------------------- | --- | - | - | - | - | -- | -- | ---- |  | ----------------------------- | --- | --- | --- | --- |
| 1    | Monarcas Morelia              | 14  | 6 | 4 | 2 | 0 | 15 | 7  | +8   |  | Monarcas Morelia              |     | 4-2 | 0-0 | 4-0 |
| 2    | Club Nacional de Football     | 11  | 6 | 3 | 2 | 1 | 13 | 12 | +1   |  | Club Nacional de Football     | 3-3 |     | 2-2 | 1-0 |
| 3    | Club Atlético Vélez Sarsfield | 8   | 6 | 2 | 2 | 2 | 8  | 8  | 0    |  | Club Atlético Vélez Sarsfield | 2-3 | 0-1 |     | 1-0 |
| 4    | Club Sporting Cristal         | 0   | 6 | 0 | 0 | 6 | 5  | 14 | -9   |  | Club Sporting Cristal         | 0-1 | 3-4 | 2-3 |     |

| Rang | Équipe                      | Pts | J | G | N | P | Bp | Bc | Diff |  | Résultats (▼ dom., ► ext.)  |     |     |     |     |
| ---- | --------------------------- | --- | - | - | - | - | -- | -- | ---- |  | --------------------------- | --- | --- | --- | --- |
| 1    | Club Atlético Boca JuniorsT | 13  | 6 | 4 | 1 | 1 | 7  | 2  | +5   |  | Club Atlético Boca JuniorsT |     | 2-0 | 0-0 | 1-0 |
| 2    | Montevideo Wanderers        | 10  | 6 | 3 | 1 | 2 | 8  | 7  | +1   |  | Montevideo Wanderers        | 0-2 |     | 3-1 | 3-1 |
| 3    | CD Santiago Wanderers       | 9   | 6 | 2 | 3 | 1 | 6  | 6  | 0    |  | CD Santiago Wanderers       | 1-0 | 1-1 |     | 2-1 |
| 4    | Club Sport Emelec           | 1   | 6 | 0 | 1 | 5 | 4  | 10 | -6   |  | Club Sport Emelec           | 1-2 | 0-1 | 1-1 |     |

| Rang | Équipe                    | Pts | J | G | N | P | Bp | Bc | Diff |  | Résultats (▼ dom., ► ext.) |     | RPl | Tal |     |
| ---- | ------------------------- | --- | - | - | - | - | -- | -- | ---- |  | -------------------------- | --- | --- | --- | --- |
| 1    | Club América              | 16  | 6 | 5 | 1 | 0 | 9  | 2  | +7   |  | Club América               |     | 0-0 | 2-0 | 3-2 |
| 2    | Club Atlético River Plate | 9   | 6 | 2 | 3 | 1 | 8  | 4  | +4   |  | Club Atlético River Plate  | 0-1 |     | 0-0 | 2-0 |
| 3    | Club Atlético Talleres    | 5   | 6 | 1 | 2 | 3 | 5  | 9  | -4   |  | Club Atlético Talleres     | 0-1 | 1-1 |     | 2-1 |
| 4    | Deportivo Tuluá           | 3   | 6 | 1 | 0 | 5 | 9  | 16 | -7   |  | Deportivo Tuluá            | 0-2 | 2-5 | 4-2 |     |

| Rang | Équipe                  | Pts | J | G | N | P | Bp | Bc | Diff |  | Résultats (▼ dom., ► ext.) |     |     |     |     |
| ---- | ----------------------- | --- | - | - | - | - | -- | -- | ---- |  | -------------------------- | --- | --- | --- | --- |
| 1    | Club Olimpia            | 11  | 6 | 3 | 2 | 1 | 8  | 5  | +3   |  | Club Olimpia               |     | 1-1 | 3-2 | 2-0 |
| 2    | CD Universidad Católica | 10  | 6 | 3 | 1 | 2 | 9  | 8  | +1   |  | CD Universidad Católica    | 0-1 |     | 3-1 | 2-1 |
| 3    | CD Once Caldas          | 9   | 6 | 3 | 0 | 3 | 10 | 11 | -1   |  | CD Once Caldas             | 2-1 | 3-0 |     | 1-0 |
| 4    | CR Flamengo             | 4   | 6 | 1 | 1 | 4 | 6  | 9  | -3   |  | CR Flamengo                | 0-0 | 1-3 | 4-1 |     |

### Huitièmes de finale
Le tirage au sort des huitièmes de finale n'est pas total : un premier de groupe rencontre automatiquement un second d'un autre groupe, avec l'avantage de recevoir au match retour. Les affiches sont connues, en fonction des groupes des équipes.
| Match        | Équipe 1                   | Résultat      | Équipe 2                      | Aller | Retour |
| ------------ | -------------------------- | ------------- | ----------------------------- | ----- | ------ |
| 2e H / 1er A | CD Universidad Catolica    | 2 - 2 2-4 tab | AD São Caetano                | 1 - 1 | 1 - 1  |
| 2e G / 1er B | Club Atlético River Plate  | 1 - 6         | Grêmio FBPA                   | 1 - 2 | 0 - 4  |
| 2e F / 1er C | Montevideo Wanderers       | 4 - 4 0-3 tab | Club Atlético Peñarol         | 2 - 2 | 2 - 2  |
| 2e E / 1er D | Club Nacional de Football  | 1 - 0         | CD América Cali               | 1 - 0 | 0 - 0  |
| 2e D / 1er E | Centro Deportivo Olmedo    | 2 - 8         | Monarcas Morelia              | 0 - 5 | 2 - 3  |
| 2e C / 1er F | Club Deportivo El Nacional | 0 - 2         | Club Atlético Boca Juniors'T' | 0 - 0 | 0 - 2  |
| 2e B / 1er G | Cienciano del Cusco        | 1 - 5         | Club América                  | 0 - 1 | 1 - 4  |
| 2e A / 1er H | Club de Deportes Cobreloa  | 1 - 4         | Club Olimpia                  | 0 - 2 | 1 - 2  |

### Quarts de finale
| Équipe 1              | Résultat      | Équipe 2                    | Aller | Retour |
| --------------------- | ------------- | --------------------------- | ----- | ------ |
| Club Atlético Peñarol | 2 - 2 1-3 tab | AD São Caetano              | 1 - 0 | 1 - 2  |
| Grêmio FBPA           | 2 - 1         | Club Nacional de Football   | 1 - 0 | 1 - 1  |
| Monarcas Morelia      | 2 - 4         | Club América                | 1 - 2 | 1 - 2  |
| Club Olimpia          | 2 - 1         | Club Atlético Boca JuniorsT | 1 - 1 | 1 - 0  |

### Demi-finales
| Équipe 1       | Résultat      | Équipe 2     | Aller | Retour |
| -------------- | ------------- | ------------ | ----- | ------ |
| AD São Caetano | 3 - 1         | Club América | 2 - 0 | 1 - 1  |
| Club Olimpia   | 3 - 3 5-4 tab | Grêmio FBPA  | 3 - 2 | 0 - 1  |

### Finale
| 24 juillet 2002 | Club Olimpia | 0 - 1 | Associação Desportiva São Caetano | Estadio Defensores del Chaco, Asuncion            |                                                   |
|                 |              |       | 61e Aílton                        | Spectateurs : 40 000 Arbitrage : Horacio Elizondo | Spectateurs : 40 000 Arbitrage : Horacio Elizondo |

| 31 juillet 2002                       | Associação Desportiva São Caetano | 1 - 2                                | Club Olimpia           | Stade du Pacaembu, São Paulo                |                                             |
|                                       | Aílton 31e                        |                                      | 49e Córdoba · 58e Báez | Spectateurs : 55 000 Arbitrage : Óscar Ruiz | Spectateurs : 55 000 Arbitrage : Óscar Ruiz |
| Adaozinho · Senna · Marlon · Serginho | Tirs au but 2-4                   | Enciso · Ortemán · López · Caballero |                        | Spectateurs : 55 000 Arbitrage : Óscar Ruiz | Spectateurs : 55 000 Arbitrage : Óscar Ruiz |

| Vainqueur de la Copa Libertadores 2002 |
| -------------------------------------- |
| Club Olimpia Troisième titre           |